# Kyle Seager
Pour les articles homonymes, voir Seager.
Kyle Duerr Seager (né le 3 novembre 1987 à Charlotte, Caroline du Nord, États-Unis) est un ancien joueur des Ligues majeures de baseball évoluant pour les Mariners de Seattle.
Il est le frère aîné de Corey Seager.

## Carrière

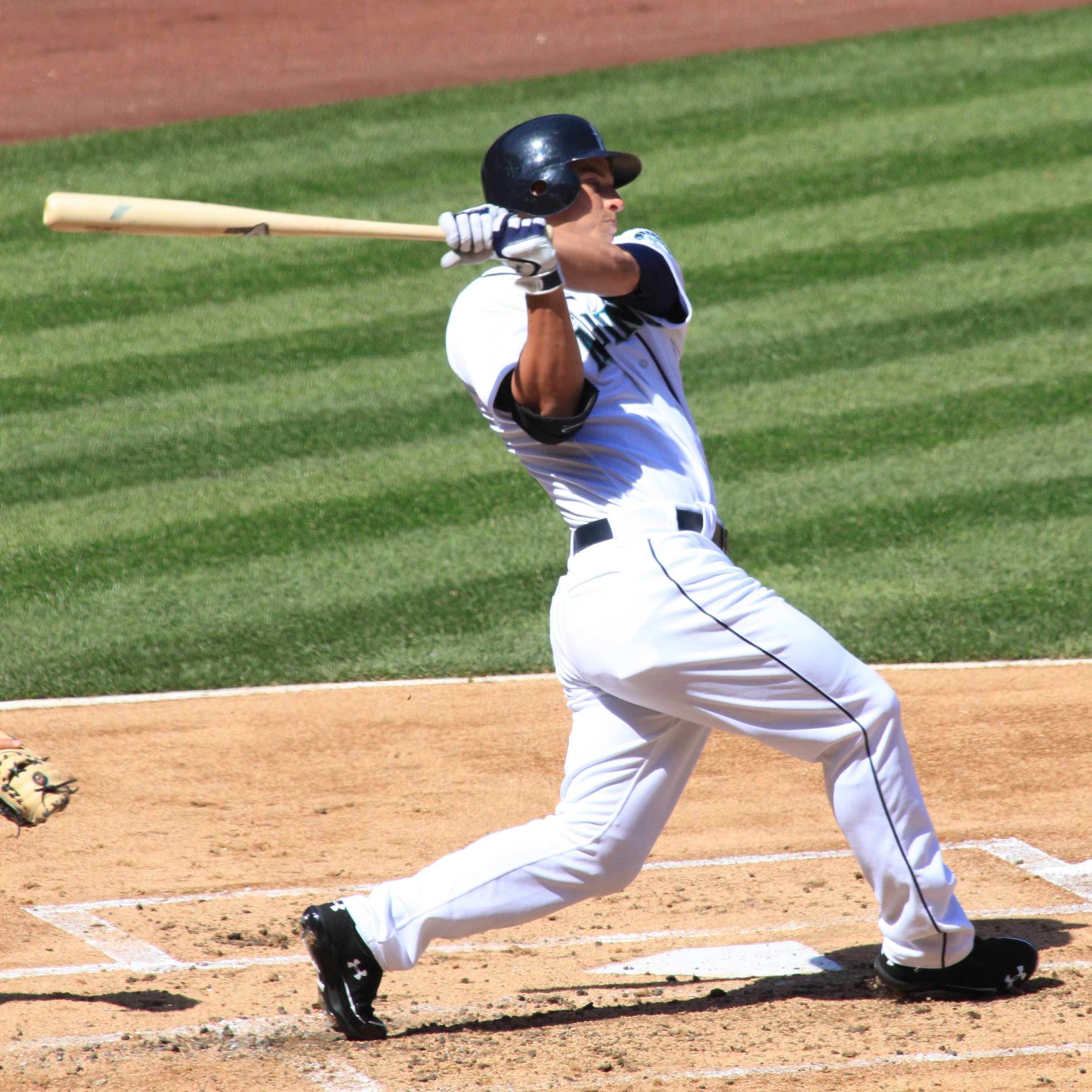
Kyle Seager en 2012.

Joueur de l'Université de Caroline du Nord à Chapel Hill, Kyle Seager est un choix de troisième ronde des Mariners de Seattle en 2009. 
Il fait ses débuts dans le baseball majeur le 7 juillet 2011 pour Seattle. Il est assigné au poste de troisième but, lui qui est habituellement joueur de deuxième but dans les ligues mineures. Seager dispute 53 matchs des Mariners dans cette première saison, la plupart au troisième coussin. Il maintient une moyenne au bâton de ,258 avec trois coups de circuit et 13 points produits. Il réussit son premier coup sûr en carrière le 10 juillet contre le lanceur Dan Haren des Angels de Los Angeles et son premier circuit aux dépens de Wade Davis des Rays de Tampa Bay le 19 août suivant.
Le 5 juin 2013 à Seattle, Seager frappe un grand chelem contre la lanceur Addison Reed en 14e manche du match entre les Mariners et les White Sox de Chicago : c'est son premier coup de circuit de quatre points en carrière. Surtout, Seager écrit une page d'histoire car c'est la première fois dans les majeures qu'un joueur frappe un grand chelem en manches supplémentaires pour égaler le score. C'est aussi la première fois de l'histoire qu'un club comble en manches supplémentaires un déficit de 5 points ou plus et les 12 points comptés au total en manches supplémentaires égalent un record de la Ligue américaine, mais Seattle perdra ultimement la rencontre en 16 manches de jeu. 
En 160 matchs joués en 2013, Seager atteint de nouveaux records personnels de 22 circuits, 160 coups sûrs et 79 points marqués. Il réussit 32 doubles, produit 69 points et affiche une moyenne au bâton de ,260. 
Avec 13 circuits et 59 points produits vers la mi-saison en 2014, Seager est pour la première fois de sa carrière invité au match des étoiles. Il remporte le Gant doré du meilleur joueur de troisième but défensif de la Ligue américaine et termine 20e du vote annuel désignant le joueur par excellence de la saison. Il connaît sa meilleure saison à l'attaque : en 159 parties jouées, il établit de nouveaux records personnels de circuits (25), de triples (4), et de points produits (96). Il ajoute 158 coups sûrs, seulement deux de moins que son sommet établi l'année précédente, 71 points marqués et frappe pour ,268 de moyenne au bâton. Le 2 décembre 2014, les Mariners annoncent que Seager a accepté une prolongation de contrat de 7 ans et une année d'option, valant 100 millions de dollars et pouvant le lier le joueur au club jusqu'en 2022.
En 2015, il joue tous les matchs des Mariners sauf un, cumule 74 points produits au cours de ses 161 parties et bat son record personnel avec 26 circuits.